# Маморе
Маморе (на испански: Rio Mamore) е река в Боливия, в департамента Бени и по границата с Бразилия, в щата Рондония, дясна съставяща на Мадейра (десен приток на Амазонка). Дължината ѝ е 1789 km (заедно с дясната съставяща я река Рио Гранде и нейната лява съставяща Кайне дължината ѝ е 3389 km), а площта на водосборния басейн – 611 800 km² (44,46% от водосборния басейн на Мадейра).
Река Маморе се образува на 166 m н.в. от сливането на двете съставящи я реки Ичило (лява съставяща) и Рио Гранде (дясна съставяща), в централната част на Боливия, на границата на трите департамента Бени, Санта Крус и Кочабамба. Двете съставящи я реки водят началото си от източните хребети на Боливийските Централни Кордилери. След образуването си река Маморе по цялото си протежение тече в северна посока сред обширни савани и саванни гори през огромните равнини на Североизточна Боливия. След устието на десния си приток Гуапоре, на протежение от близо 300 km служи за граница между Боливия и Бразилия. В най-долното си течение има поредица от прагове, които възпрепятстват корабоплаването. При бразилското градче Нова Маморе, на 104 m н.в се свързва с идващата отляво река Бении двете заедно дават началото на най-големия приток на Амазонка – река Мадейра.
Основни притоци: леви – Ичило (390 km), Секуре (505 km), Тихамучи, Апере (500 km), Рапуло, Ята (1006 km); десни – Рио Гранде (1438 km), Гуапоре (1749 km), Сотерио. Пълноводието на река маморе е в края на лятото и началото на есента, от февруари до април, когато е сезонът на дъждовете, като след устието на река Гуапоре нивото ѝ се повишава с 8 m. Средният годишен отток в долното течение е 8150 m³/s. Плавателна е за плитко газещи речни съдове между бразилския град Гуажара Мирин (над праговете в най-долното ѝ течение) и боливийския град Икеронес.